# Kománfalva (Bákó megye)
Kománfalva (románul Comănești) város Romániában, Bákó megyében, Moldvában.

## Fekvése
A Tatros folyó partján, a megyeszékhelytől, Bákótól 58 km-re, Csíkszeredától pedig 82 km-re helyezkedik el.

## Történelem
Neve a kun szóból ered. Első írásos említése 1658-ból való. A 18. századtól a Ghica bojárcsalád tulajdona, egészen a 20. század közepéig. Palotát, vasútállomást és parkokat építettek a településen. 1952-ben városi rangot kapott. 2004-ben és 2006-ban a Tatros folyó vize árasztotta el a település jelentős részét.

## Népesség
A város népességének alakulása:
- 1956 – 12 392 lakos
- 1966 – 14 653 lakos
- 1977 – 16 909 lakos
- 1992 – 25 020 lakos
- 2002 – 23 679 lakos, ebből 69 magyar.

## Látnivalók
- A Ghica család palotája, jelenleg városi múzeum
- Vasútállomás, melyet 1890-ben építettek
- Sfântul Spiridon templom, melyet 1812-ben építettek

## Gazdaság
A település a lignit és a barna szén bányászatának egyik legjelentősebb központja volt Moldvában, 1989-ben több mint 5000 ember dolgozott a bányákban, 2005-ig szinte valamennyi bányát bezárták. Ennek is köszönhetően, 2003-ban már 18,1% volt a munkanélküliek aránya a településen, melyet ezt követően hátrányos helyzetű övezetté nyilvánítottak.
Jelentősebb iparágak: élelmiszeripar, faipar.

## Hírességek
- Ilie Verdeț, (1925–2001) politikus, kommunista vezető, román miniszter és miniszterelnök
- Ioan Casian de Vicina, (1969–) ortodox püspök, a Szent Zsinat tagja, püspök több városban: Bordeaux, New York és (2006-tól) Chicago.
- Prof. Dr. Ioan Lascar, (1948–) plasztikai sebész
- Anca Grigoraș, (1957–) olimpiai ezüstérmes tornász

## Galéria

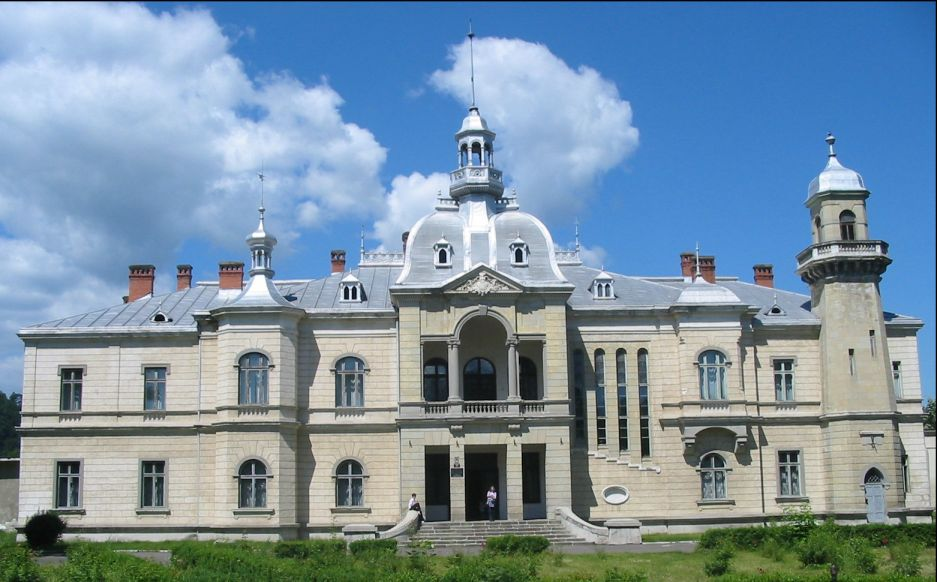
A Ghica palota
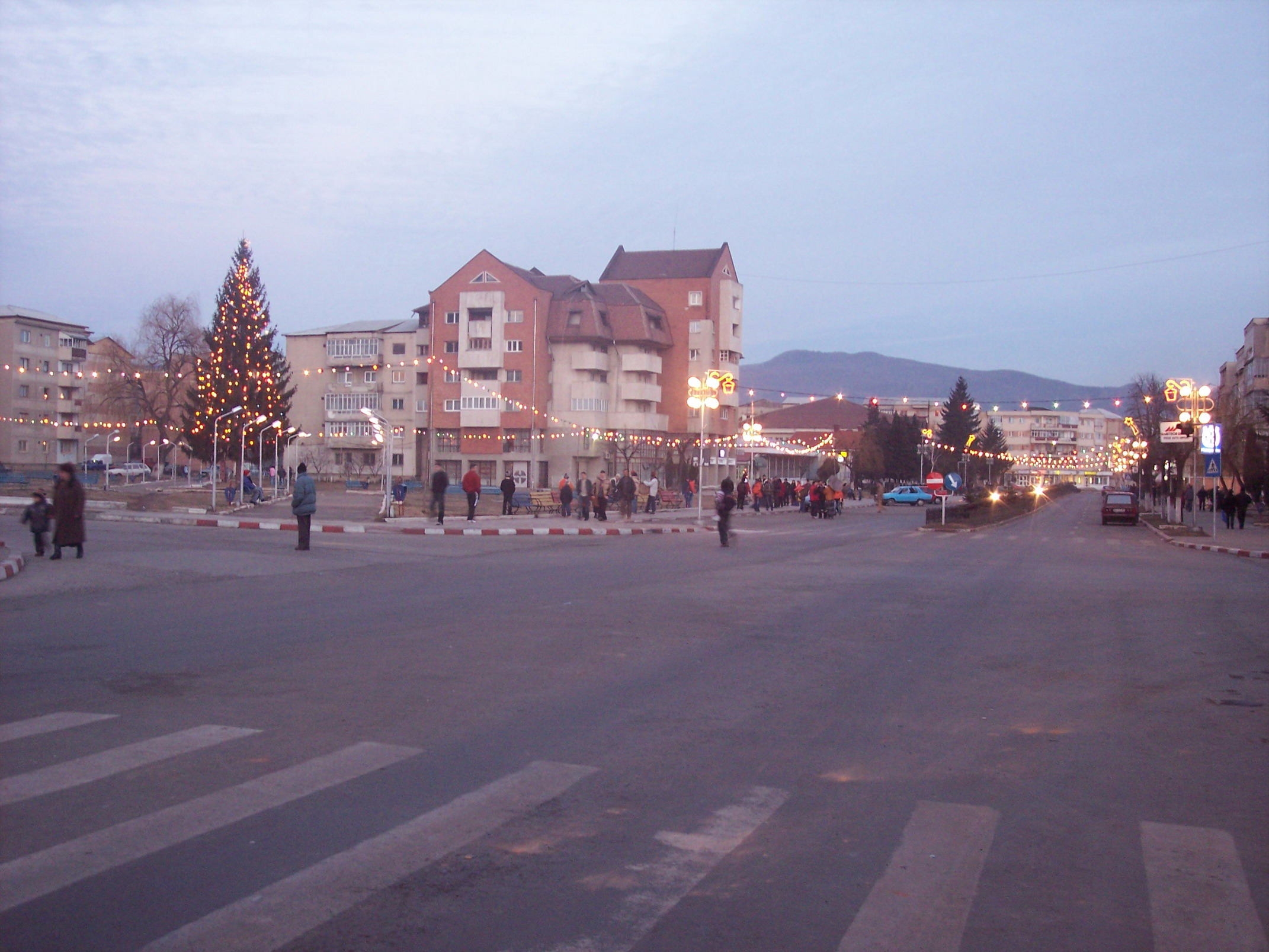
A központ
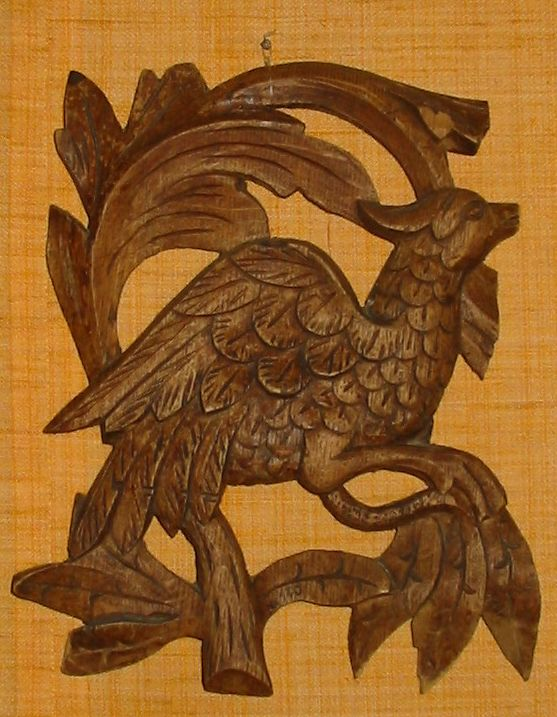
Kománfalvai fafaragás
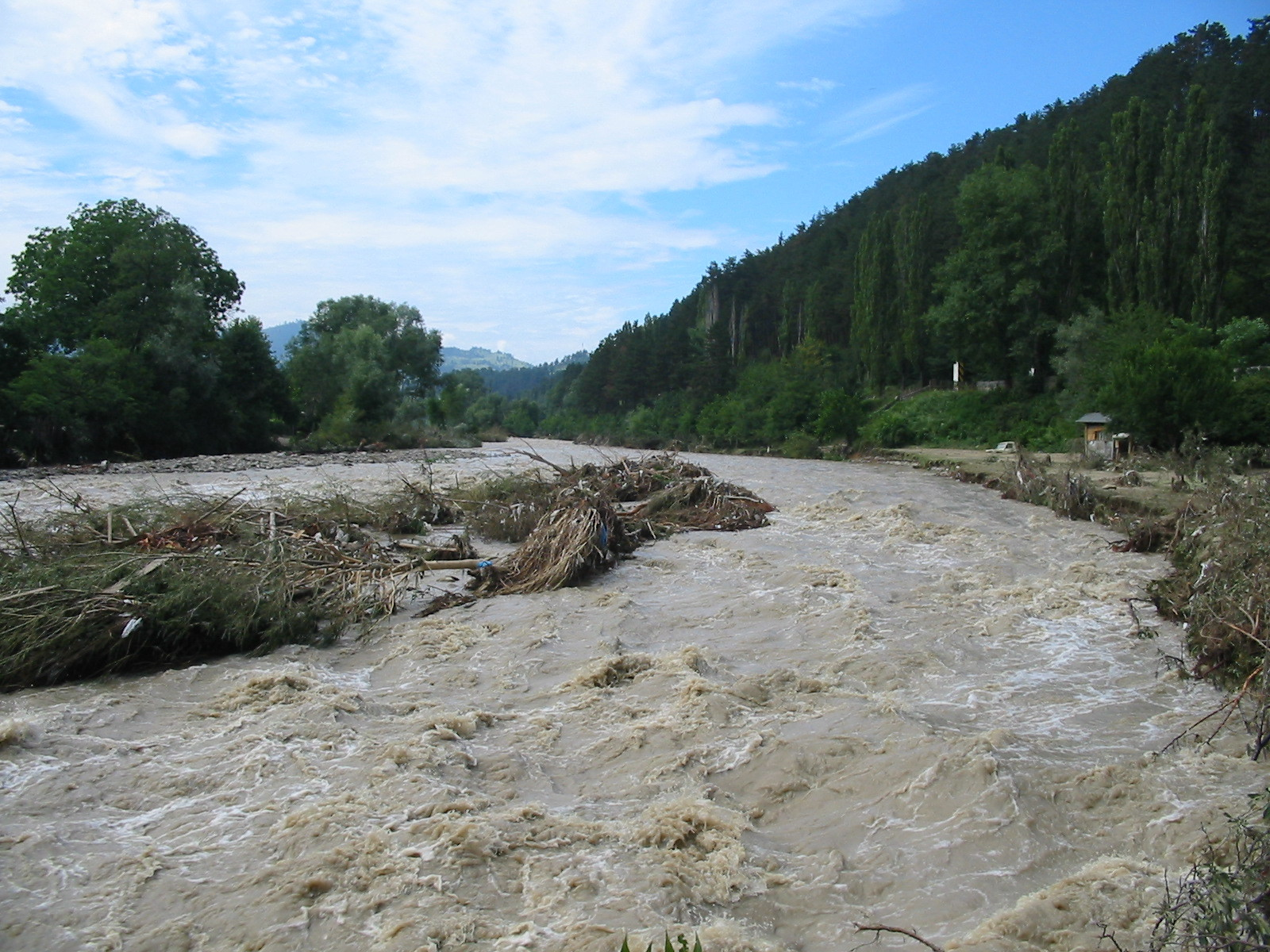
A Tatros folyó, a város határában